# وتدية كلبية
وتدية كلبية (الاسم العلمي: Corynebacterium canis) هي نوع من البكتيريا تتبع جنس الوتدية من فصيلة الوتديات.